# Le Club des cinq : Nouvelles Enquêtes
Pour les articles homonymes, voir Club des cinq.
Le Club des cinq : Nouvelles Enquêtes ou Le Club des 5 : Nouvelles Enquêtes (Famous 5: On the Case) est une série télévisée d'animation britannico-française en 26 épisodes de 26 minutes créée d'après la série de romans Le Club des cinq d'Enid Blyton diffusée sur France 3 dans l'émission Toowam.

## Synopsis
Quatre enfants et leur chien résolvent des mystères.

## Les Cinq
Les personnages diffèrent sensiblement de ceux de la série de romans. Ils représentent la nouvelle génération, les enfants des personnages originaux.
- Jo, la fille de Claude est un véritable garçon manqué. À 12 ans, cette anglo-indienne est obstinée et ne renonce jamais.
- Allie, la fille d'Annie a grandi en Californie et adore se brosser les cheveux ou faire du shopping.
- Max, le fils de Mick est un accro des sports extrêmes et très gourmand.
- Dylan, le fils de François est le scientifique de la bande constamment branché sur Internet.
- Dagobert, le chien de Jo qui les accompagne dans leurs aventures, il s'agit d'un bouvier bernois.

## Autres personnages
- Agent Stubblefeld dite Lily, officier de police de Falcongate, terriblement romantique, elle peut cependant se montrer redoutable quand elle se sent contrariée
- Claude, la mère de Jo, qui a vécu les premières aventures du Club des cinq, botaniste, elle est toujours de bon conseils pour ses neveux.
- Ravi, le père de Jo, d'origine indienne, dentiste à la retraite, il passe son temps à bricoler et à bavarder.
- Blaine et Daine Dunston, enfants de la plus riche famille de Falcongate, ils mettent des bâtons dans les roues du Club des cinq.
- Constantine, un vendeur de glaces d'origine moldave très près de ses sous.

## Évolution
Les héros de la série ne sont plus cousins germains, mais cousins issus de germains. Leurs aventures se passent à Falcongate, chez les parents de Jo (Falcongate remplace le Kernach des livres). Leur nom de famille originel Kirrin a été conservé. L'environnement des héros est plus high-tech que celui de leurs parents, mais la débrouillardise est toujours présente. De plus, de nouveaux thèmes tels que l'écologie sont présents.

## Voix françaises
- Sauvane Delanoë : Jo
- Alexandra Pic : Allie
- Alexandre Nguyen : Dylan
- Hervé Grull : Max
- Laurence Dourlens : Mme Downey
- Barbara Beretta : Courtney

## Épisodes
1. Enquête sur l'île du refuge
2. Le Mystère Bambouzou
3. La Légende du Mogowki
4. Guet-apens chez les Kirrin
5. Court-circuits sur commande
6. Pas si bêtes ces voleurs
7. Enquête en altitude
8. Une affaire explosive
9. Double enquête à Falcongate
10. Contrebande en chansons
11. Double énigme à Avalon
12. L'Affaire du tableau trompeur
13. Une affaire envoûtante
14. Une affaire « vachement » givrée
15. Une affaire d'argent sale
16. L'Énigme des pensionnaires en vadrouille
17. Le Mystère des roses empoisonnées
18. L'Énigme du vieux loup de mer
19. Un gel très précieux
20. Sabotage à Malibu
21. Une enquête épineuse
22. Silence, on détourne !
23. Enquête en avalanche
24. Le Mystère du lac sans poisson
25. Une enquête pharaonique
26. Mystère ferroviaire

## Adaptation en BD
Le Club des cinq : Nouvelles Enquêtes a aussi été adapté en BD. Avec scénariste Véronique Grisseaux, dessinateur Ted Bastien et Full FX Studio. Imprimé par Chorion et édité par Jungle Kids.